# Middenberm

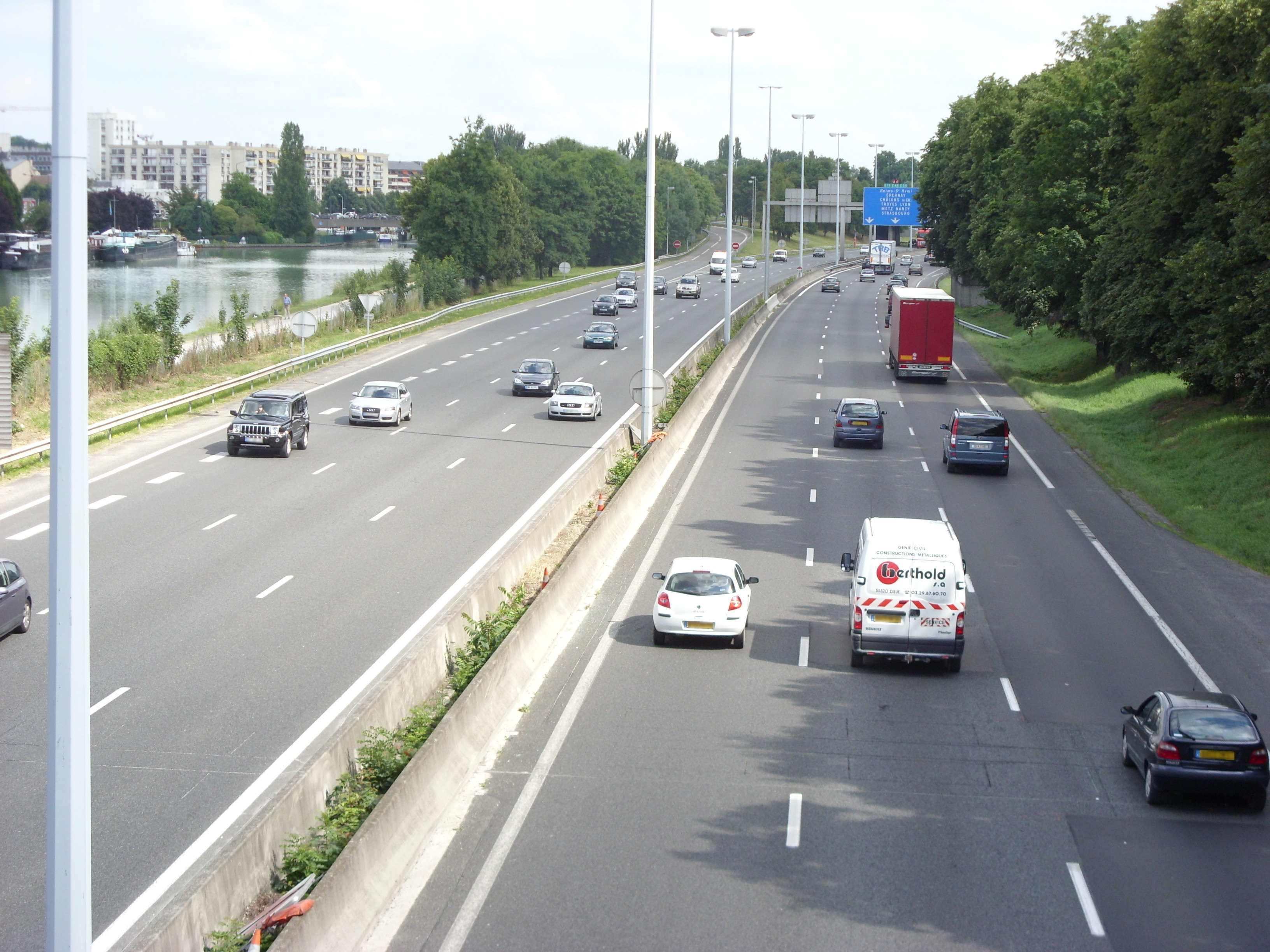
Betonnen middenberm op de Franse A4

De middenberm is de berm tussen twee rijbanen. Een middenberm scheidt de verkeersstromen. Vaak is de middenberm uitgerust met een vangrail, maar dat hoeft niet. Wanneer de middenberm breed genoeg is wordt dit niet gedaan. In Nederland is een voorbeeld van een middenberm zonder vangrail te vinden op de A6 in Flevoland en op de A1 op de Veluwe.
Op een middenberm worden soms bomen of struiken aangeplant.
Een middenberm kan zeer lang zijn, zonder onderbreking, als de weg ongelijkvloerse kruisingen heeft, zoals het geval is bij een autosnelweg.
In enkele specifieke gevallen heeft men aan de middenberm een nuttige functie (naast veiligheid) gegeven: zoals in de buurt van Schiphol of de E19 tussen Brussel en Mechelen waar een spoorweg in de middenberm aangelegd is.